# Fear of a Punk Planet
Fear of a Punk Planet è il terzo album della band The Vandals, ed il primo con la formazione formata da Quackenbush, Fitzgerald, Escalante e Freese che rimarrà insieme fino a tutt'oggi dopo tante modifiche. Per questo motivo, ben più del precedente ed atipico Slippery When Ill, è considerato il primo album dei "new" Vandals, oltre che il ritorno alle origini della band dopo la deviazione country e cow punk del lavoro precedente.
L'album è stato pubblicato nel 2000 dalla Kung Fu Records (l'etichetta di proprietà di Escalante e Fitzgerald), con diversi brani aggiuntivi, col nome di Fear of a Punk Planet - Anniversary Edition.

## Tracce
I brani contrassegnati dall'asterisco (*) sono stati aggiunti nella ripubblicazione del 2000. Tutti i brani della band eccetto quelli indicati.
1. Pizza Tran
2. The Rodge
3. Join Us for Pong
4. Hey Holmes!
5. Girls Turn 18 Every Day
6. Kill My Tenant
7. Summer Lovin' (dal musical Grease)
8. The Day Farrah Fawcett Died
9. Anti
10. Teenage Idol (Ricky Nelson)
11. Small Wonder
12. Phone Machine
13. Shi'ite Punk*
14. China Town*
15. Working for the Man*
16. Kokomo* (The Beach Boys)

## Formazione
- Dave Quackenbush - voce
- Warren Fitzgerald - chitarra, voce
- Joe Escalante - basso, voce
- Josh Freese - batteria